# Liste von Südseeforschern
Die Liste ist alphabetisch nach Nachnamen geordnet. 
- Bisschop, Eric de (1891–1958), Frankreich, Erfinder des modernen Katamarans
- Bougainville, Louis Antoine de (1729–1811), Frankreich, Weltumsegler, einer der ersten Beschreiber der Südsee
- Byron, John (1723–1786), Großbritannien
- Carteret, Philipp (1733–1796), Großbritannien
- Clerke, Charles  (1741–1779), Großbritannien, Begleiter Cooks
- Fanning, Edmund (1769–1841), USA
- Finsch, Otto (1839–1917), Deutschland, Ethnologe und Ornithologe
- Forster, Johann Reinhold (1729–1798), Deutschland
- Gore, John (1730–1790), Großbritannien, Begleiter Cooks
- Kermadec, Jean Michel Huon de (1748–1793), Frankreich
- Kleinschmidt, Theodor (1834–1881), Deutschland, Kaufmann, Reisender, Naturforscher im Dienst des Museum Godeffroy
- Krämer, Augustin (1865–1941), Deutschland, Begründer der Ethnologie an der Universität Tübingen
- Nauer, Karl (1874–1962), Deutschland, Kapitän
- Parkinson, Richard (1844–1909), Deutschland, Kolonist
- Tischner, Herbert (1906–1984), Deutschland, Anthropologe